# Сиддхаматрика

Сиддхаматрика Кукая

Сиддхаматрика, сиддхам (𑖭𑖰𑖟𑖿𑖠𑖽; от санскр. सिद्धं, IAST: siddhaṃ, «законченный, совершенный») — одна из североиндийских форм письма, использовавшаяся для записи санскрита. Сиддхаматрика восходит к письменности брахми (через письмо гупта). Из неё развилась письменность деванагари и другие азиатские письменности, в частности тибетское письмо.
Сиддхаматрика является абугидой, в которой каждый знак обозначает слог, однако в ней нет всех возможных слогов. Если буква не имеет дополнительных знаков, в качестве гласной слога подразумевается краткое a. Для обозначения других гласных, носового призвука (анусвара) и придыхания (висарга) используются диакритические знаки. Специальный значок (вирама) может использоваться для обозначения буквы без гласного, что иногда происходит в конце санскритских слов.
В настоящее время сиддхаматрика сохранилась только в Японии. Там она называется ситтан (яп. 悉曇) или бондзи (梵字) и используется преимущественно для записи мантр и сутр в эзотерических школах буддизма Сингон и Тэндай, а также синкретической секте Сюгэндо. В других местах сиддхамское письмо вышло из употребления.
В Японии сидхаматрика была введена в обращение в 806 году японским буддийским патриархом Кукаем, после его возвращения из Китая. Там он изучал санскрит у монахов, получивших образование в Наланде. Сутры, пришедшие в Китай из Индии, были написаны разнообразными шрифтами, однако сиддхаматрика была самым важным из них.
Ко времени, когда Кукай изучал буддизм, торговые и паломнические сухопутные пути в Индию, являвшиеся частью Великого Шёлкового Пути, уже были перекрыты исламской империей Аббасидов. В середине IX века в Китае произошло несколько чисток «иностранных религий», что привело к изоляции Японии от истоков индийской письменности. Со временем другие шрифты, в частности, деванагари, заменили сиддхаматрику в Индии, а Япония осталась единственным местом, где эта письменность сохранилась.
С недавнего времени сиддхаматрика используется в дизайне, например в надписях на футболках. Программное обеспечение Mojikyo содержит сиддхамские шрифты.

## Гласные
| Независимая форма | Романизация | Как диакритика с | Независимая форма | Романизация | Как диакритика с |
| ----------------- | ----------- | ---------------- | ----------------- | ----------- | ---------------- |
|                   | IAST: a     |                  |                   | IAST: ā     |                  |
|                   | IAST: i     |                  |                   | IAST: ī     |                  |
|                   | IAST: u     |                  |                   | IAST: ū     |                  |
|                   | IAST: e     |                  |                   | IAST: ai    |                  |
|                   | IAST: o     |                  |                   | IAST: au    |                  |
|                   | IAST: aṃ    |                  |                   | IAST: aḥ    |                  |
| Независимая форма | Романизация | Как диакритика с | Независимая форма | Романизация | Как диакритика с |
| ----------------- | ----------- | ---------------- | ----------------- | ----------- | ---------------- |
|                   | IAST: ṛ     |                  |                   | IAST: ṝ     |                  |
|                   | IAST: ḷ     |                  |                   | IAST: ḹ     |                  |
| IAST: ā | IAST: i | IAST: i | IAST: ī | IAST: ī | IAST: u | IAST: ū | IAST: o | IAST: au | IAST: aṃ |

## Согласные
|             | Stop      | Stop        | Stop      | Stop     | Nasal   | Approximant | Fricative |
| Voiceless   | Voiceless | Voiced      | Voiced    |          | Nasal   | Approximant | Fricative |
| Unaspirated | Aspirated | Unaspirated | Aspirated |          | Nasal   | Approximant | Fricative |
| ----------- | --------- | ----------- | --------- | -------- | ------- | ----------- | --------- |
| Glottal     |           |             |           |          |         |             | IAST: h   |
| Velar       | IAST: k   | IAST: kh    | IAST: g   | IAST: gh | IAST: ṅ |             |           |
| Palatal     | IAST: c   | IAST: ch    | IAST: j   | IAST: jh | IAST: ñ | IAST: y     | IAST: ś   |
| Retroflex   | IAST: ṭ   | IAST: ṭh    | IAST: ḍ   | IAST: ḍh | IAST: ṇ | IAST: r     | IAST: ṣ   |
| Dental      | IAST: t   | IAST: th    | IAST: d   | IAST: dh | IAST: n | IAST: l     | IAST: s   |
| Bilabial    | IAST: p   | IAST: ph    | IAST: b   | IAST: bh | IAST: m |             |           |
| Labiodental |           |             |           |          |         | IAST: v     |           |
| IAST: kṣ | IAST: llaṃ |
| IAST: ch | IAST: j | IAST: ñ | IAST: ṭ | IAST: ṭh | IAST: ḍh | IAST: ḍh | IAST: ṇ | IAST: ṇ | IAST: th | IAST: th | IAST: dh | IAST: n | IAST: m | IAST: ś | IAST: ś | IAST: v |

## Лигатуры
| k{\displaystyle \cdots }kṣ             | -ya                     | -ra                     | -la                     | -va                     | -ma                     | -na                     |
| -------------------------------------- | ----------------------- | ----------------------- | ----------------------- | ----------------------- | ----------------------- | ----------------------- |
| IAST: k                                | IAST: kya               | IAST: kra               | IAST: kla               | IAST: kva               | IAST: kma               | IAST: kna               |
| IAST: rk                               | IAST: rkya              | IAST: rkra              | IAST: rkla              | IAST: rkva              | IAST: rkma              | IAST: rkna              |
| IAST: kh                               | {\displaystyle \cdots } | {\displaystyle \cdots } | {\displaystyle \cdots } | {\displaystyle \cdots } | {\displaystyle \cdots } | {\displaystyle \cdots } |
| {\displaystyle \vdots } total 68 rows. |                         |                         |                         |                         |                         |                         |
| IAST: ṅka | IAST: ṅkha | IAST: ṅga | IAST: ṅgha |
| IAST: ñca | IAST: ñcha | IAST: ñja | IAST: ñjha |
| IAST: ṇṭa | IAST: ṇṭha | IAST: ṇḍa | IAST: ṇḍha |
| IAST: nta | IAST: ntha | IAST: nda | IAST: ndha |
| IAST: mpa | IAST: mpha | IAST: mba | IAST: mbha |
| IAST: ṅya | IAST: ṅra | IAST: ṅla | IAST: ṅva |            |
| IAST: ṅśa | IAST: ṅṣa | IAST: ṅsa | IAST: ṅha | IAST: ṅkṣa |
| IAST: ska           | IAST: skha            | IAST: dga           | IAST: dgha            | IAST: ṅktra |
| IAST: vca/IAST: bca | IAST: vcha/IAST: bcha | IAST: vja/IAST: bja | IAST: vjha/IAST: bjha | IAST: jña   |
| IAST: ṣṭa           | IAST: ṣṭha            | IAST: dḍa           | IAST: dḍha            | IAST: ṣṇa   |
| IAST: sta           | IAST: stha            | IAST: vda/IAST: bda | IAST: vdha/IAST: bdha | IAST: rtsna |
| IAST: spa           | IAST: spha            | IAST: dba           | IAST: dbha            | IAST: rkṣma |
| IAST: rkṣvya | IAST: rkṣvrya | IAST: lta | IAST: tkva |
| IAST: ṭśa    | IAST: ṭṣa     | IAST: sha | IAST: bkṣa |
| IAST: pta | IAST: ṭka | IAST: dsva | IAST: ṭṣchra |
| IAST: jja | IAST: ṭṭa | IAST: ṇṇa | IAST: tta | IAST: nna | IAST: mma | IAST: lla | IAST: vva | {\displaystyle \cdots } |
Альтернативные формы лигатур, содержащие IAST: ṇ.
| IAST: ṇṭa | IAST: ṇṭha | IAST: ṇḍa | IAST: ṇḍha |

## Слоги с ṛ
| IAST: kṛ | IAST: khṛ | IAST: gṛ | IAST: ghṛ | IAST: ṅṛ | IAST: cṛ | IAST: chṛ | IAST: jṛ | IAST: jhṛ | IAST: ñṛ | {\displaystyle \cdots } |

## Некоторые простые слоги
| IAST: rka | IAST: rkā | IAST: rki | IAST: rkī | IAST: rku | IAST: rkū | IAST: rke | IAST: rkai | IAST: rko | IAST: rkau | IAST: rkaṃ | IAST: rkaḥ |
| IAST: ṅka | IAST: ṅkā | IAST: ṅki | IAST: ṅkī | IAST: ṅku | IAST: ṅkū | IAST: ṅke | IAST: ṅkai | IAST: ṅko | IAST: ṅkau | IAST: ṅkaṃ | IAST: ṅkaḥ |